# 劉慶綬
劉慶綬（1887年—1931年），字稚陵，江西省清江縣人，日本千葉醫藥專門学校畢業。曾編著有《皮膚病學講義》，是近代國人編著最早的皮膚科教材。

## 生平
留學日本千葉大學醫科，赴美國入哈佛大學得醫學博士
宣統二年(1910年)九月二日，內閣奉上諭：劉慶綬著賞給醫科進士。
宣統三年(1911年)，授職翰林院檢討。
民國後，北京協和醫院醫師
民國五年（1916年），陸軍軍醫學校醫科教官。
鎮江弘仁醫院院長

## 家庭
其女劉桂真，女婿林棟為第一屆立法委員。